# Белошеев, Сергей Александрович
Серге́й Алекса́ндрович Белоше́ев (укр. Сергій Бєлошеєв; род. 27 апреля 1986, Евпатория) — российский (до 2015 года — украинский) спортсмен, специализирующийся в игре в шашки. Мастер спорта международного класса (2005), международный гроссмейстер (2005). Двукратный чемпион мира по русским шашкам в классической программе (2009, 2015), неоднократный чемпион мира и Европы по быстрым и молниеносным шашкам, неоднократный чемпион Украины (2006—2010, 2013).

## Биография
Сергей Белошеев родился в Евпатории. Занимался шашками в Евпаторийском городском Доме пионеров(первый тренер — Валентин Васильевич Позняк), затем в Симферопольском шахматно-шашечном клубе. В дальнейшем представлял Крымское республиканское физкультурно-спортивное общество «Динамо». Учился на факультете физической культуры и спорта ТНУ им. В. И. Вернадского.
В 2005 году Сергей, выигравший в составе команды Украины лично-командное первенство мира среди молодёжи, получил спортивное звание мастера спорта Украины международного класса по шашкам. На следующий год стал вице-чемпионом Европы среди юношей в классической программе и чемпионом в блице. В ноябре того же года на взрослом чемпионате мира завоевал серебряную медаль в «классике» (уступив Николаю Стручкову) и в блице (проиграв Муродулло Амриллаеву). В декабре впервые стал чемпионом Украины в шашках-64 и был назван лучшим шашистом Украины 2006 года.
В 2008 году Белошеев стал чемпионом мира среди молодёжи по шашкам-64 в классической программе и чемпионом Европы среди взрослых по блицу, а на чемпионате мира и Всемирных интеллектуальных играх в Пекине завоевал в «классике» две бронзовых медали (в Пекине в матче за третье место сыграв вничью «с позиции силы» с Николаем Стручковым). На следующий год в Челябинске ему покорилась и высшая ступень чемпионата мира среди взрослых с классическим контролем времени; он стал также чемпионом мира в быстрых шашках, а в блице разделил 3-5 места. Спустя два месяца в 23 года он повторно стал чемпионом мира среди молодёжи.
В 2010 году на чемпионате Европы Сергей в классической программе оказался за чертой призёров, ограничившись серебряной медалью в быстрых шашках и бронзовой в блице. В 2011 году он стал чемпионом мира по блицу. В двух других видах программы он финишировал вторым, в турнире по быстрым шашкам уступив по дополнительным показателям Амриллаеву, а в основной программе — Олегу Дашкову.
В 2015 году стал выступать за Россию и стал бронзовым призёром чемпионата России по международным шашкам (в блице), На чемпионате мира 2015 завоевал титул чемпиона, стал серебряным призёром в быстрых шашках (бразильская версия) и бронзовым призёром в блице.
В 2017 выиграл Кубок России по международным шашкам..

## Результаты на чемпионатах мира и Европы и Всемирных интеллектуальных играх
| Год  | Уровень | Вид | Место проведения | Результат | Место |
| ---- | ------- | --- | ---------------- | --------- | ----- |
| 2006 | ЧМ      | R   | Актобе           | +4=14-1   | 2     |
| 2008 | ЧЕ      | R   | Чебаркуль        | +2=5-0    | 6     |
| 2008 | ВИИ     | Br  | Пекин            | +3=7-0    | 3     |
| 2008 | ЧМ      | Br  | Ресифи           | +2=8-0    | 3     |
| 2009 | ЧМ      | R   | Челябинск        | +4=5-0    | 1     |
| 2010 | ЧЕ      | R   | Солнечный берег  | +2=7-0    | 4     |
| 2011 | ЧМ      | R   | Санкт-Петербург  | +4=5-0    | 2     |
| 2013 | ЧМ      | R   | Санкт-Петербург  | +2=7-0    | 8     |
| 2014 | ЧЕ      | R   | Санкт-Петербург  | +3=6-0    | 2     |
| 2015 | ЧМ      | R   | Санкт-Петербург  | +4=5-0    | 1     |
| 2017 | ЧМ      | R   | Санкт-Петербург  | +5=9-1    | 10    |
| 2018 | ЧМ      | Br  | Измир            | +2=7-0    | 3     |
| 2019 | ЧЕ      | R   | Измир            | +4=3-1    | 3     |
| 2021 | ЧЕ      | Br  | Каппадокия       | +2=7-1    | 4     |
| 2023 | ЧЕ      | R   | Аланья           | +2=5-1    | 10    |

1. ↑  +3=5-0в швейцарском турнире, +1=6-0 в финальном круговом турнире,+0=3-1 в матче за титул с  Н. Стручковым
2. ↑  +3=4-0 в швейцарском турнире, ничьи в четверть- и полуфинале и в матче за 3-е место
3. ↑  +2=5-0 в швейцарском турнире, ничьи в четверть- и полуфинале и в матче за 3-е место
4. ↑  +3=5-0 в швейцарском турнире, +1=1 в четверть- и полуфинале и =2-1 в финале в группе 9—16 мест